# 法伊特-湯普森定理
在數學裡，法伊特-湯普森定理（英語：Feit–Thompson theorem），亦稱奇階定理（英語：Odd order theorem），說明每一個奇階的有限群都是可解的。該定理由瓦爾特·法伊特和約翰·格里格斯·湯普森證明。

## 歷史
威廉·伯恩賽德推測每個非阿貝爾有限單群都會有偶數的階。理查·布勞爾假定此為真來做為有限單群分類的一個基礎，並證明出若一個對合的中心化子為已知的話，則一個有限簡單群通常可以被確定。一個奇階的群沒有對合，所以要實行布勞爾的計畫，首先必須要證明出非循環有限簡單群絕對不會是奇階的。這和證明出奇階的群都是可解的是等價的，而這也正是法伊特和湯普森所證明出的。
對伯恩賽德推測的著手證明開始於鈴木通夫，他研究著「CA群」──會使得每個非當然元素之中心化子（Centralizer）都是可換（Abelian）的群。在一個前瞻性的論文中，他證明出了所有奇階的CA群都會是可解的。（他隨後將所有的簡單CA群做了分類，且更一般性地將其中存在任一個有著正規2-西羅子群之對合中心化子的所有簡單群分類，並在此過程中找到了李型單群的一種粗略類型，其現稱之為鈴木群。）
法伊特、霍爾和湯普森將鈴木的成果擴展到了CN群的範圍內──其為會使每個非當然元素的中心化子（Centralizer）都是冪零（Nilpotent）的群。他們證明出了每個奇階的CN群都是可解的。其證明和鈴木的證明類似，約有17頁的長度，這在當時被認為是在群論的證明中相當長的證明。
法伊特﹣湯普森定理可以被想做是這個過程中的下一個步驟：他們證明出了不存在每個子群都是可解的奇階非循環單群。這證明出了每個奇階群都是可解的，以其最小反例必須要有一個能使每個子群都是可解單群。雖然其證明大綱和CA定理與CN定理大體相同，但其細節卻複雜的多，最後的論文長達255頁。

## 重要性
法伊特﹣湯普森定理說明了，利用對合的中心化子來分類有限簡單群是可能的，因為每個非循環簡單群都有一個對合。許多在證明中出現的技術，尤其是局部分析的概念，都被進一步發展使用在分類上面。或許其中最具革命性的觀念在於此證明的長度：在此論文之前，群論的論述都只是幾頁而已，而且可以在一天裡讀完。一旦群論學家了解到了如此長的論述是可行的之後，一連串數百頁長的論文便開始出現了。

## 修正
有許多位數學家簡化了部份的法伊特﹣湯普森定理證明原本。但這些改進在某些意義之下都只是局部的而已；其論述的整個結構還是一樣的，只有一些細節被簡化了。
被簡化的證明被發表於兩本書之中：
- Local Analysis for the Odd Order Theorem （London Mathematical Society Lecture Note Series）

by Helmut Bender, George Glauberman. ISBN 0521457165
- Character Theory for the Odd Order Theorem （London Mathematical Society Lecture Note Series）

by T. Peterfalvi, ISBN 052164660X
這個簡化的證明還是同樣複雜，且和原本的證明有著大約相同的篇幅（但寫法更為謹慎）。

## 大綱
要完全地了解這個證明必須要花費職業的群論學家約一年很努力的時間，所以下面的大綱不可能以太嚴格的方式來寫。除了直接描述法伊特﹣湯普森定理之外，以描述鈴木的CA定理且再加註一些需要的延伸的方式會比較簡單。這個證明可以分成三步。令G是一個滿足CA條件的奇階單群。
第1步「對群G結構的局部分析」：這在CA條件下是簡單的，因為「a和b可換」之關係是一個在非單位元素上的等價關係。所以這些元素可以分成數個等價類，其中的每個等價類都是最大阿貝爾子群內之非單位元素所組成的集合。最大阿貝爾子群的正規化子會是G的最大純子群。在原本的論文裡，最大純子群的分析花了約100頁之多，而不只幾行而已，並且產生了5種極複雜的可能結構。
第2步「G的特徵理論」：若X是CA群G的最大阿貝爾子群A的一個不可約特徵，可以將X導致一個G的特徵Y，但不一定會是不可約的。因為G的已知結構，很容易地便可以將於除了單位元之所有G的元素上的Y的特徵值找出來。這表示若X1和X2是A的兩個特徵，且Y1和Y2是其相對應的特徵，則
Y1 − Y2
會是完全可知的，且計算其賦範可證明這在G內兩個不可約特徵的差。（這有時會被稱做是G的例外特徵。）在此，將G的一個不可約特徵與A的一個不可約特徵相連結是有可能的。一個計數的論述表示可以從G的最大阿貝爾子群的不可約特徵中得出G的所有不可約特徵（除了當然特徵之外）。
在法伊特﹣湯普森定理裡，由子群的特徵中建構出G的特徵之論述會遠比上述的更為棘手，因為其子群的結構會更為複雜。
第3步：由第2步可以得到對CA群G的特徵表的一個完整且精確的描述。由此可以很容易地得出G同時為奇階及單群的矛盾。
在法伊特﹣湯普森定理裡，事情（一般）都會更加極度地複雜。特徵理論只排除了第1步中5種可能結構的其中四種。要排除最後一個可能，必須要對產生子和關係使用一些複雜到很恐怖的操作。這一部份被認為是這個證明裡最困難且最神秘的一個部份。
對這個定理的更詳盡敘述，請見由丹尼爾·葛侖斯坦（Daniel Gorenstein）所著的《有限群》（Finite groups） ISBN 0828403015。